# Nawojowa Góra
Nawojowa Góra je vesnice v severozápadní části Malopolského vojvodství. V současné době má 1 928 obyvatel (2010)

## Infrastruktura
- kostel
- škola
- hřiště LKS Górzanka
- hřbitov
- sbor dobrovolných hasičů

## Náboženství
- římskokatolická církev: farnost